# Esther de Lange
Esther de Lange (ur. 19 lutego 1975 w Spaubeek w Limburgii) – holenderska polityk, posłanka do Parlamentu Europejskiego VI, VII, VIII i IX kadencji.

## Życiorys
Studiowała w instytucie wyższych studiów europejskich (HEBO) w Hadze. Uzyskała licencjat ze stosunków europejskich i magisterium ze stosunków międzynarodowych. Współpracowała z organizacją FEANTSA, europejską federacją na rzecz bezdomnych. Była też asystentką ds. europejskich w niemieckich organizacjach handlowych.
Wstąpiła do Apelu Chrześcijańsko-Demokratycznego. Od 1999 do 2007 pracowała w delegacji CDA w Europarlamencie. W 2007 objęła mandat posłanki do Parlamentu Europejskiego. W PE przystąpiła do grupy Europejskiej Partii Ludowej i Europejskich Demokratów. Pracowała w Komisji Wolności Obywatelskich, Sprawiedliwości i Spraw Wewnętrznych oraz w Komisji Kontroli Budżetowej. W 2009, 2014 i 2019 z listy CDA z powodzeniem ubiegała się o reelekcję. W lutym 2024 komisarz europejski Wopke Hoekstra powierzył jej funkcję szefa swojego gabinetu, w związku z czym odeszła z Europarlamentu.